# ソニック フリーライダーズ
『ソニック フリーライダーズ』(Sonic Free Riders) はセガより2010年11月20日に発売したレースゲーム。

## 概要
ソニックシリーズの『ソニックライダーズ』シリーズの第3作。
Xbox 360の周辺機器kinectのローンチタイトルであり、セガが初めて発売したKinect専用ゲームソフトである。
2012年4月26日にXbox 360 プラチナコレクションとして再発売された。

## ストーリー
またまた開催されたエクストリームギアの世界大会「ワールドグランプリ」。今回の主催者はターエッグ王国の「ドク国王」という人物で、優勝すれば莫大な賞金と宝を与えるらしい。ソニック率いるチームヒーローズは最速の証明、そしてエッグマンの企みを探るために。エミー率いるチームローズはソニックに会うために。チームダークは賞品、賞金のために。チームバビロンはソニックに勝つために。
それぞれの思いが交錯するワールドグランプリ。
優勝するのはどのチームか。

## ゲームシステム
さまざまなアイテムやトリックを駆使しながら、プレイヤーの動きにシンクロするキャラクター達がレースを繰り広げる。基本的なゲームシステムは過去シリーズと同じ。
前作、前々作はコントローラを使用してキャラクターを操作していたが、本作ではKinectの動作認識を使用し実際に身体を動かしてプレイする。操作するキャラクターが使用する浮遊ボードのエクストリームギア、車輪走行のバイクギアによってプレイヤーの操作体系も変化する。
ボードが進行方向を向くように体を横に向けることで自動的に加速し、その状態で体を傾けることで方向を操作、後ろ足で蹴る動作して加速をつけること「キックダッシュ」が出来る。手を伸ばす動作をすれば、キャラクターも手を伸ばしてコース上のアイテムをキャッチしたりポールをつかんで回転し加速することも可能。横に向ける方向を反転する動作をすれば「スイッチ」を行い、プレイヤーの使用するエクストリームギアに搭載されたギアパーツの性能を切り替えることができる。
本作はマルチプレイに対応しており、同時に2人までプレイ可能で、最大4人まで参加できる協力モードも搭載している。
Xbox Liveでは最大8人のレースがプレイ可能。

## キャラクター
チームヒーローズ
- ソニック・ザ・ヘッジホッグ（声：金丸淳一）
- マイルス "テイルス" パウアー（声：広橋涼）
- ナックルズ・ザ・エキドゥナ（声：神奈延年）

チームバビロン
- ジェット・ザ・ホーク（声：岸尾だいすけ）
- ウェーブ・ザ・スワロー（声：中村千絵）
- ストーム・ザ・アルバトロス（声：乃村健次）

チームダーク
- シャドウ・ザ・ヘッジホッグ（声：遊佐浩二）
- ルージュ・ザ・バット（声：落合るみ）
- E-10000B/メタルソニック* 初参戦（声：なし）

チームローズ
- エミー・ローズ（声：川田妙子）
- クリーム・ザ・ラビット（声：あおきさやか）
- ベクター・ザ・クロコダイル* 初参戦（声：三宅健太）

その他
- ドクターエッグマン（声：大塚周夫）
- シルバー・ザ・ヘッジホッグ（声：小野大輔）
- ブレイズ・ザ・キャット（声：高森奈緒）
- E-10000G
- E-100000R
- Xbox 360アバター
- スーパーソニック

### その他
- オモチャオ（声：小桜エツ子）

レースの実況を担当。

## アイテム
- リング
- 爆弾

## 音楽
表題曲はメインテーマソング「Free」。Chris Madinが担当することとなった。Crush 40の瀬上純とJohnny Gioeliが「Free」の作詞と作曲を担当することとなった。前作と同じ、澤田朋伯がサウンドプロデュースを担当する。